# Dexia bifasciata
Dexia bifasciata là một loài ruồi trong họ Tachinidae.